# Bambi (film, 1942)
A Bambi 1942-ben bemutatott amerikai rajzfilm, amely Felix Salten azonos című regénye alapján készült, és az 5. Disney-film. Rendezője David Hand, producere Walt Disney. A forgatókönyvet Vernon Stallings, Norman Wright, Perce Pearce, Chuck Couch, Larry Morey, Melvin Shaw, George Stallings és Ralph Wright írta, a zenéjét Frank Churchill és Edward Plumb szerezte. A mozifilm a Walt Disney Productions gyártásában készült, az RKO Pictures forgalmazásában jelent meg. Műfaja zenés filmdráma. Az animációs mozifilmet és a zenéjét Oscar-díjra jelölték.
Amerikában 1942. augusztus 13-án, Magyarországon 1961. július 27-én, új magyar szinkronnal pedig 1993. június 4-én mutatták be a mozikban.

## Cselekmény
A Maine-i erdő összes állata ébredezik, kivéve Uhu bácsi, aki éppen visszatér a fához, ahol él, feltehetően egy hosszú éjszakai vadászat után, és azt tervezi, hogy alszik egy kicsit. Hirtelen a madarak hangosan énekelni kezdenek, és fontos híreket terjesztenek. Egy Toppancs nevű fiatal nyúl és húgai izgatottan felébresztik Uhu bácsit, és elmagyarázzák neki, hogy "az ifjú herceg megszületett". Az erdő összes állata összegyűlik egy barlangban, ahol meglátnak egy őzbakot újszülött őzével, aki mellette fekszik. Uhu bácsi az első, aki gratulál neki, a többi erdei állattal együtt, és köszönetet mond nekik. Felébreszti újszülött őzét, és azt mondja neki, hogy társaságuk van, és felébred. Először megijed Uhu bácsitól, de gyorsan felmelegszik hozzá. Ezután megpróbál felállni, de küzd, hogy megőrizze egyensúlyát. Toppancs azt mondja, hogy nem jár túl jól, és az anyja szidja ezért. Ezután az újszülött őz lefekszik és ásít, és Uhu bácsi ezt jelként értelmezi neki és mindenki másnak, hogy távozzon. Mindannyian elmennek, de Toppancs marad, aki megkérdezi az újszülött őzike mamáját, hogy fogja hívni. Azt válaszolja, hogy "Bambi" -nak fogja hívni. Toppancsnak tetszik a név, és fut, és csatlakozik a családjához. Az őz újszülött őzbakjához bújik, miközben férje, az Erdő Nagy Hercege mindent figyel, miközben egy domb tetején áll.
Nem sokkal később Bambi és a mamájával átsétálnak az erdőn, ahol Bambi elesik, miután megpróbálja utolérni a mamájával. Toppancs és családja megérkeznek, hogy ellenőrizzék Bambit, aki gyorsan felépül az eséséből. Bambi, Toppancs és Toppancs húgai ezután játékosan futnak át az erdőn. Végül több madárral találkoznak, amelyek bogyókat esznek. Toppancs ezután megtanítja Bambinak, hogyan kell kimondani a "madár" szót. Bár eleinte küszködik, Bambi végül megtanulja a szót. A sikeren felbuzdulva Toppancs és húgai elszaladnak, hogy elmondják Bambi mamájának és a mamájuknak, mi volt az ifjú herceg első szava. Eközben Bambi üldöz egy pillangót, azt hiszi, hogy madár. Toppancs visszatér Bambihoz, és elmagyarázza neki, hogy a "madár", amelyet üldözött, pillangó volt. Bambi ezután gyerekesen feltételezi, hogy egy nagy sárga virág egyben pillangó is, és arra készteti Toppancsott, hogy tanítsa meg neki a "virág" szót. Miközben Bambi a virágokat szimatolja, egy skunk (egy fajta bűzös borz) ugrik ki a virágfoltból. Bambi automatikusan azt feltételezi, hogy ő is virág, amitől Toppancs hasa nevetni kezd. A skunk azt mondja Toppancsnak, hogy minden rendben van, és hogy virágnak nevezheti, ha akarja, és nem bánja. Bambi ezután szép virágnak nevezi a skunkot, ami nagyon örül, és a "Virág" becenév megmarad.
Ahogy a játék és a tanulás napja véget ér, mennydörgés hallatszik. Toppancs elhagyja Bambit, hogy hazatérjen, míg Bambi szintén a barlangjába megy. Ahogy elalszik, Bambit esőcseppek zaja ébreszti fel. Az eső kezdetben lassan esik, de lassan gyorsabban kezd esni. Hamarosan az egész erdő életben van, mivel az eső mindenütt esik, és a lények menedéket keresnek. Hirtelen a vihar hevessé válik, amikor fényes villámlások láthatók, és mennydörgés hallatszik, megijesztve Bambit. Végül a vihar elvonul, és a nap felkel, amikor Bambi, aki most a mamája mellett alszik, a mamája bújik, és az utolsó esőcseppek lehullanak a levelekről egy pocsolyába.
Hamarosan, amikor Bambi képes beszélni, a mamája elviszi őt a rétre, és figyelmezteti a veszélyre, miután meggondolatlanul megpróbál kifutni rá. Azt mondja neki, hogy maradjon egy bozót mögött, amíg körülnéz, hogy biztonságos-e. Néhány másodperces csendes cserkészés után Bambi mamája úgy ítéli meg, hogy biztonságos, és felhívja Bambit, hogy csatlakozzon hozzá. Ketten együtt futnak és játszanak a réten. Egy idő után Bambi észreveszi Toppancsot és családját, és elhagyja a mamáját, hogy csatlakozzon hozzájuk. Toppancs megtanítja Bambit a lóheréről. Amikor Bambi megpróbál enni a lóhere egy részét, egy bikabéka fogadja. Kíváncsiságában Bambi követi a békát egy kis tócsához, amelybe a béka beleugrik. Bambi a vízbe bámul, és soha nem látott tükörképére. Hirtelen egy másik őz tükröződése jelenik meg mellette a vízben. Felnéz a tükörkép forrására, ami egy nőstény őzike, és megijed tőle. Visszaszalad a mamájához védelemért. A mamája bemutatja őt a nőstény őznek, akinek neve Patácska, és arra biztatja, hogy köszönjön neki. Vonakodva teszi ezt, Patácska pedig kuncogásban tör ki, és hiperaktívvá válik. Ketten részt vesznek a címke játékában.
A játék végén Bambi és Patácska egy fiatal szarvascsordát látnak futni és harcolni. Patácska félelmében elfut, de Bambi marad, és tele van izgalommal, ahogy figyeli a mezőn áthaladó másik szarvast. Még megpróbál futni mellettük, de túl lassú, és majdnem eltapossák. Hirtelen mindannyian abbahagyják a futást, és áhítattal mozdulatlanul állnak, amikor apja, az Erdő Nagy Hercege kijön a rétre. Megáll és Bambira néz, fülei kíváncsian mozognak előre, és tovább sétál a réten. Bambi megkérdezi a mamáját, hogy miért állt meg az összes szarvas, amikor a rétre jött, mire ő elmagyarázza, hogy mindenki tiszteli őt, mert ő a legidősebb túlélő és szarvas az erdőben, és nagyon bátor és nagyon bölcs, Ezért tisztelik őt, mint Az erdőség uralkodó Nagy Hercegének.
A Nagy Herceg elhagyja a rétet, és felsétál egy dombra. Hirtelen felnéz, ahogy az erdő csendje megtörik, amikor egy varjúraj elrepül mellette, és hangosan sikoltozik a közelgő veszélyről. Visszaszalad a rétre, hogy figyelmeztesse az összes többi szarvast és erdei állatot a réten, és jelzi nekik, hogy fussanak és bújjanak el. A káosz idején Bambi elszakad a mamájától, és elkezdi hívni, miközben a mamája ugyanezt teszi. A Nagy Herceg megtalálja Bambit, és segít neki és a mamájához biztonságba kerülni. Ahogy az erdőbe menekülnek, hangos lövés hallatszik, és a Nagy Herceg eltűnik az erdőben, miközben Bambi és anyja egyedül vannak. Bambi megkérdezi az anyját, hogy miért futottak, és ő elmondja neki, hogy "Ember" járt az erdőben, Beköszönt az ősz.
Télen Bambi felfedezi a havat. Miközben felfedezi a téli csodaországot, amivé az erdő vált, látja, hogy Toppancs csúszik a jégen. Toppancs megpróbálja megtanítani Bambinak, hogyan kell csúszni a jégen, de Bambi ügyetlen, és ő és Toppancs elesnek és a hóba zuhannak, ahol hallják barátjuk, Virág horkolását, aki téli álmot alszik. A tél hátralévő részében Bambi és a mamája nehezen találnak élelmet. A túlélés érdekében letörik a fák kérgét, de Bambi még mindig éhes. Bambi mamája később talál egy tavaszi fűvet. Ő és Bambi elkezdik enni, majd a mamája megérzi, hogy az ember közel van, és kiabál Bambinak, hogy fusson. Ahogy Bambi elmenekül, lövést hall. Biztonságosan visszatér a mamája barlangjába, de aztán rájön, hogy anyja nincs vele. Elvándorol az erdőben, és őt hívja. A papája megtalálja őt, és azt mondja neki: "A mamád már nem lehet veled. Gyere, kisfiam." Bambi feldúltan megy vele, gyászolva a mamája halálát
Néhány évvel később, tavasszal, Bambi most fiatal felnőtt szarvas. Újra találkozik Uhu bácsival, Toppancsal és Virággal. Látják, hogy két madár viccesen viselkedik, és megkérdezik erről Uhu bácsit, aki azt mondja nekik, hogy "Fészekláz", ami azt jelenti, hogy szerelmesek. Uhu bácsi megpróbálja lebeszélni őket arról, hogy ugyanez történjen velük. Virág azonban beleszeret egy Petunia nevű nőstény skunkba, Toppancs pedig egy Nyúlkisasszony nevű nőstény nyúlba. Bambi újra találkozik gyermekkori barátnőjével, aki most már felnőtt Patácska. Miután megcsókolja Bambit, elkezdenek együtt ficánkolni a "9-es felhőben" -en, de egy Ronno nevű zaklató szarvas jelenik meg a bokrok közül, és megpróbálja kényszeríteni Patácskátt, hogy akarata ellenére a társa legyen. Bambi dühösen visszavág, és végül leüti Ronnót a szikláról a vízbe.
Aznap éjjel Bambit felébresztik szarvas érzékei, és felmegy a domb tetejére, hogy kivizsgálja. Megérkezik a Nagy Herceg, és elmagyarázza neki, hogy az emberek visszatértek az erdőbe, és sokan vannak. A Nagy Herceg ezután elmagyarázza, hogy mélyebbre kell menniük az erdőbe, és sietniük kell, hogy kövessék őt, de Bambi megpróbálja megtalálni Patácskát, és az Ember vadászkutyái üldözik. Amint megtalálja, harcol a vadászkutyákkal, lehetővé téve Patácska menekülését. Bambi sziklacsuszamlást okoz, és sokan megsérülnek vagy meghalnak. Ezután elfut, amilyen gyorsan csak tud, de lábon lövik, miközben átugrik egy szakadékon, de túlélli ahogy ott fekszik, az Ember gondatlansága erdőtüzet okoz, amely terjedni kezd. A Nagy Herceg megtalálja őt, és megparancsolja neki, hogy sérülése ellenére keljen fel, és elmenekülnek az erdőtűz elől, átugranak a vízesésen, és egy kis szigetre úsznak, ahol az összes többi állat, köztük Patácska is menedéket talált. Bambi és Patácska csókolóznak és nézik az erdőtüzet.
A következő tavasszal az erdő kivirágzódott a tűztől. Toppancs és Virág most apák, Uhu bácsi és az összes többi állat pedig meglátogat egy barlangot, miközben az erdőben elterjedt a hír, hogy új ikerőzikék születtek. A barlangban Patácska, aki ikerőzikéket, Genovát és Gurri-t szült. Miközben az összes állat gratulál Patácskának az új jövevényéhez, Bambi és a Nagy Herceg a domb tetején állnak, és figyelnek. A Nagy Herceg boldog, hogy elég hosszú ideig élt ahhoz, hogy nagyapa legyen. Ő és Bambi egymásra néznek, ő visszavonul és távozik, és Bambi lesz az erdő új nagy hercege.

## Szereplők
| Szereplő         | Szereplő         | Eredeti hang                                                                                           | Magyar hang                      | Magyar hang                         |
| magyarul         | angolul          | Eredeti hang                                                                                           | 1. magyar változat (MOKÉP, 1961) | 2. magyar változat (InterCom, 1993) |
| ---------------- | ---------------- | --- | -------------------------------- | ----------------------------------- |
| Bambi            | Bambi            | Donnie Dunagan (gyerek)                                                                                | Gyurkovics Zsuzsa (gyerek)       | Varga Olivér (gyerek)               |
| Bambi            | Bambi            | Hardie Albright (felnőtt)                                                                              | Tordy Géza (felnőtt)             | Bakonyi Péter (felnőtt)             |
| Bambi            | Bambi            | Egy kis szarvasbika borjú, akinek spíszer szarvasbikaként nő ki az agancsa.                            |                                  |                                     |
| Bambi mamája     | Bambi's Mother   | Paula Winslowe                                                                                         | Tolnay Klári                     | Szegedi Erika                       |
| Bambi mamája     | Bambi's Mother   | Szarvas mama, aki gondozza fiát.                                                                       |                                  |                                     |
| Nagyherceg       | Great Prince     | Fred Shields                                                                                           | Pálos György                     | Vass Gábor                          |
| Nagyherceg       | Great Prince     | Bambi papája, az erdő fejedelme. Mamája halála után ő neveli fel Bambit.                               |                                  |                                     |
| Toppancs         | Thumper          | Peter Behn (gyerek)                                                                                    | Váradi Hédi (gyerek)             | Gerő Gábor (gyerek)                 |
| Toppancs         | Thumper          | Tim Davis (felnőtt)                                                                                    | Petrik József (felnőtt)          | Kolovratnik Krisztián (felnőtt)     |
| Toppancs         | Thumper          | Egy kis nyuszi, Bambi legjobb barátja, aki nevét dobogó tappancsai után kapta.                         |                                  |                                     |
| Virág            | Flower           | Stan Alexander (gyerek)                                                                                | Pap Éva (gyerek)                 | Szalay Csongor (gyerek)             |
| Virág            | Flower           | Sterling Holloway (felnőtt)                                                                            | Bodrogi Gyula (felnőtt)          | Tóth Attila (felnőtt)               |
| Virág            | Flower           | A virágok közt bújó bűzös borz, Bambi barátja.                                                         |                                  |                                     |
| Patácska         | Faline           | Cammie King (gyerek)                                                                                   | ? (gyerek)                       | Nemes Takách Kata (gyerek)          |
| Patácska         | Faline           | Ann Gillis (felnőtt)                                                                                   | Örkényi Éva (felnőtt)            | Zsigmond Tamara (felnőtt)           |
| Patácska         | Faline           | Egy kis szarvasgida lány, aki serdülő, elbűvölő szarvastehénként találkozik újra Bambival, a pataknál. |                                  |                                     |
| Uhu bácsi        | Friend Owl       | Will Wright                                                                                            | ifj. Latabár Árpád               | Velenczey István                    |
| Uhu bácsi        | Friend Owl       | Egy bölcs bagoly az erdőben, aki tanácsokkal látja el Bambit és barátait.                              |                                  |                                     |
| Toppancs mamája  | Thumper's mother | Margaret Lee                                                                                           | Kelemen Éva                      | Földi Teri                          |
| Toppancs mamája  | Thumper's mother | Nyuszimama, a nyuszi nővérek anyja, aki folyton kérdezi fiától, Toppancstól, hogy mit mondott az apja. |                                  |                                     |
| Ena              | Aunt Ena         | Mary Lansing                                                                                           | N/A                              | Kiss Mari                           |
| Ena              | Aunt Ena         | Bambi mamájának a barátnője, Patácska mamája.                                                          |                                  |                                     |
| Opusszum asszony | Mrs. Possum      | Mary Lansing                                                                                           | N/A                              | Györgyi Anna                        |
| Opusszum asszony | Mrs. Possum      | Egy oposszum anyuka, aki a kölykeivel lóg az ágon.                                                     |                                  |                                     |
| Vakond           | Mr. Mole         | Perce Pearce                                                                                           | N/A                              | Stohl András                        |
| Vakond           | Mr. Mole         | Egy vakond, aki Bambival találkozott reggel óta.                                                       |                                  |                                     |
| Mókus            | Squirrel         | Eddie Holden                                                                                           | N/A                              | Fekete Zoltán                       |
| Mókus            | Squirrel         | Egy szürke mókus, a csíkos mókus társa.                                                                |                                  |                                     |
| Kecskebéka       | Bullfrog         | Clarence Nash                                                                                          | N/A                              | Fekete Zoltán                       |
| Kecskebéka       | Bullfrog         | Egy béka, aki a tó felé ugrál, ha ilyenkor megszólal, „Vigyázzatok”.                                   |                                  |                                     |
| Fürj asszony     | Mrs. Quail       | Thelma Boardman                                                                                        | N/A                              | Jani Ildikó                         |
| Fürj asszony     | Mrs. Quail       | Egy fürj anyuka a csibéivel.                                                                           |                                  |                                     |
| Nyuszilány       | Bunny girl       | Thelma Boardman                                                                                        | N/A                              | Csondor Kata                        |
| Nyuszilány       | Bunny girl       | Egy gyönyörű nyuszilány, Toppancssal egykorú barátnője.                                                |                                  |                                     |
| Ronno            | Ronno            | nem szólal meg                                                                                         | nem szólal meg                   | nem szólal meg                      |
| Ronno            | Ronno            | Bambi gyerekkori vetélytársa, aki serdülő szarvasbikaként küzd meg vele.                               |                                  |                                     |

## Betétdalok
| Magyar               | Magyar | Magyar                                 | Angol                               | Angol                      |
| Dal                  | Előadó | Előadó                                 | Dal                                 | Előadó                     |
| Dal                  | 1961   | 1993                                   | Dal                                 | Előadó                     |
| -------------------- | ------ | -------------------------------------- | ----------------------------------- | -------------------------- |
| Az erdő lágyan zsong | N/A    | Tóth Sándor                            | Love Is A Song                      | Donald Novis               |
| Csip csepp csöpp     | N/A    | Nyírő Bea Janza Kata Bergendy-együttes | Little April Shower                 | Disney chorus              |
| Tavaszi dal          | N/A    | Nyírő Bea Janza Kata                   | Let's Sing A Gay Little Spring Song | Disney chorus              |
| És úgy zeng a dal    | N/A    | Tóth Sándor Bergendy-együttes          | I Bring You A Song                  | Donald Novis Disney chorus |

## Fontosabb díjak, jelölés
Oscar-díj (1943)
- jelölés: legjobb eredeti filmdal (Frank Churchill, Larry Morey) – „Love Is a Song”

## Televíziós megjelenések
Új magyar szinkronnal az alábbi televíziókban vetítették le:
- RTL Klub